# باييفو (ألطاي كراي)
باييفو (بالروسية: Баево) هي مدينة في مقاطعة ألطاي كراي في روسيا. يبلغ عدد سكانها حوالي 4997 نسمة.